# SMS Wörth
SMS Wörth – niemiecki pancernik z okresu I wojny światowej typu Brandenburg. Okręt należący do generacji przeddrednotów w momencie wybuchu I wojny światowej był już jednostką przestarzałą.

## Historia
W 1890 rozpoczęto w Niemczech budowę 4 nowoczesnych pancerników zdolnych do operowania na pełnym morzu i wyposażonych w łączność radiową. Budowę jednego z okrętów tej serii SMS "Wörth" rozpoczęto w stoczni Germaniawerft w Kilonii w maju 1890. Wodowanie miało miejsce 6 sierpnia 1892, wejście do służby 31 października 1893. Na okręcie zastosowano wiele nowoczesnych rozwiązań konstrukcyjnych do których należało m.in. 6 dział artylerii głównej, ustawionych w osi symetrii, z których można było oddać pełną salwę burtową.
W 1900 w składzie 1 Dywizjonu okręt został skierowany do Chin w celu wsparcia zachodniej interwencji mającej na celu stłumienie powstania bokserów. Okręt nie wziął jednak bezpośredniego udziału w walkach i powrócił do Niemiec w sierpniu 1901. W chwili wybuchu I wojny światowej okręt przesunięto do służby jako pancernik obrony wybrzeża, większość wojny spędził w gdańskim porcie w roli okrętu koszarowego. W 1919 okręt został wycofany ze służby i złomowany w Gdańsku.